# 氟硅酸铅
氟硅酸铅是铅的氟硅酸盐，化学式 PbSiF
6，通常以二水合物的形式存在。

## 性质
氟硅酸铅的二水合物是一种无色固体，可溶于水，高温下分解。

## 制备
氟硅酸铅可以由一氧化铅和氟硅酸反应而成。
{\displaystyle \mathrm {PbO+H_{2}[SiF_{6}]\longrightarrow Pb[SiF_{6}]+H_{2}O} }

## 用处

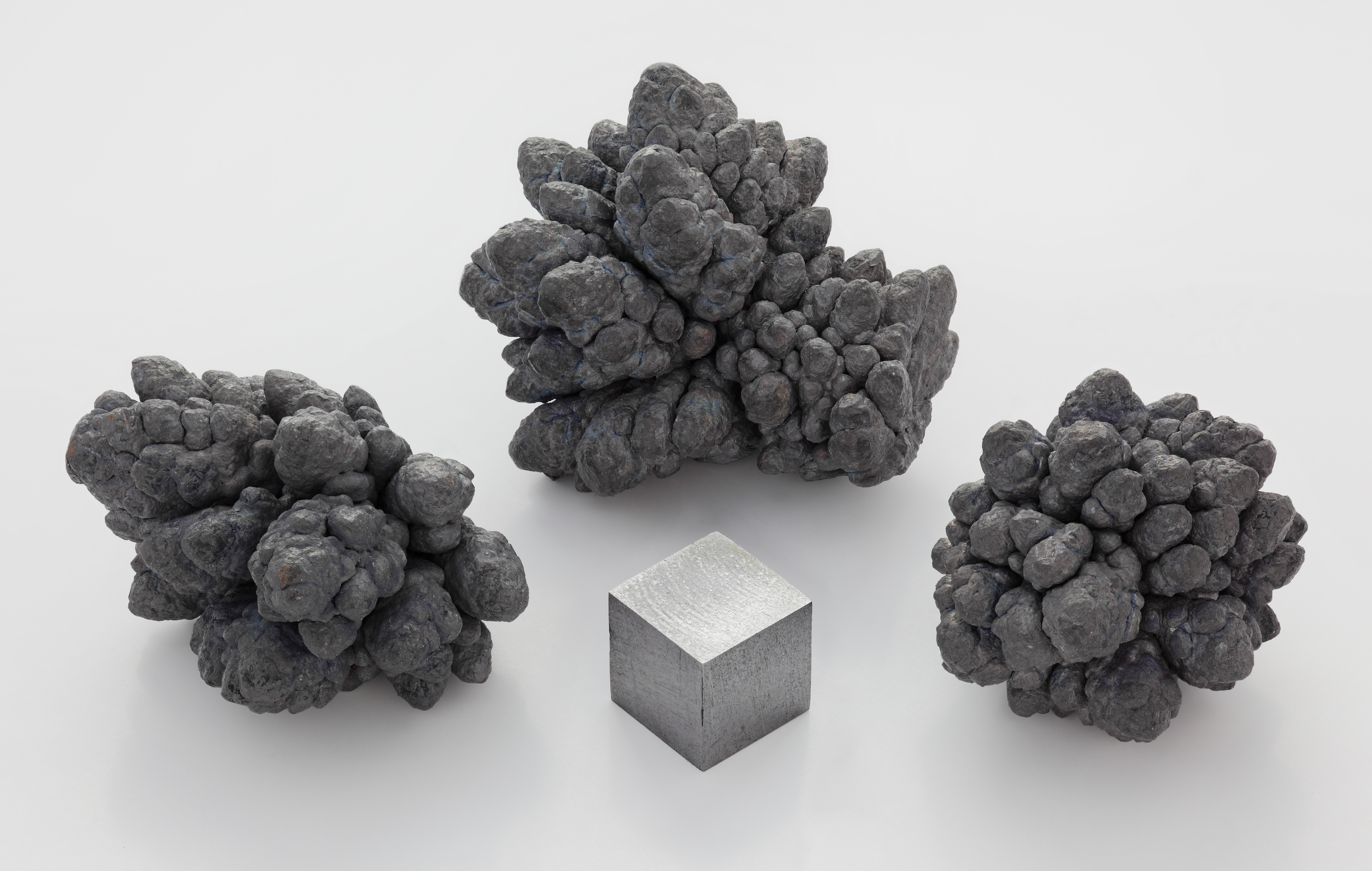
这个纯度 99.989%的铅块是由氟硅酸铅的电解而成的

氟硅酸铅的电解可以用来提纯铅。通过涉及到氟硅酸铅的Betts法，可以分离铅和铋。